# Triumviraat (Romeinse term)
Een triumviraat (Latijn: triumviratus) is een college van drie personen. Een lid van een triumviraat wordt triumvir genoemd. 

## Triumviraat tijdens de Republiek
Tijdens de Romeinse Republiek bestonden er verscheidene van dit soort colleges met specifieke verantwoordelijkheden: 
- Triumviri agro dividundo - Verdeelden nieuw veroverd land onder de boeren.
- Triumviri capitales - Waren verantwoordelijk voor de gevangenissen en gevangen.
- Triumviri coloniae deducendae - Stichtten nieuwe kolonies.
- Triumviri Epulones - Organiseerden feestmalen en openbare banketten bij festivals en spelen.
- Triumviri equitum turmas recognoscendi of legendis equitum decuriis
- Triumviri mensarii - Waren verantwoordelijk voor de staatskas.
- Triumviri monetales - Waren verantwoordelijk voor het slaan van munten.
- Triumviri nocturni - Waren verantwoordelijk voor de veiligheid van de stad bij nacht.
- Triumviri reficiendis aedibus - Waren tijdens de Tweede Punische Oorlog aangesteld om tempels (aedes) te herstellen en te herbouwen.
- Triumviri sacris conquirendis donisque persignandis - Waren tijdens de Tweede Punische Oorlog aangesteld om erop toe te zien dat alle zaken die waren geschonken of gewijd aan de goden ook voor dat doel werden gebruikt.
- Triumviri senatus legendi - Door Augustus aangestelde magistraten die verantwoordelijk waren voor het toelaten van nieuwe leden tot de senaat.
- Triumviri - Zonder toevoeging, de officieren die verantwoordelijk waren voor de rekrutering van nieuwe soldaten.

## Eerste en Tweede Triumviraat
De bekendste driemanschappen in de oudheid werden in de 1e eeuw v.Chr. gevormd. Dit waren echter geen staatscommissies, maar tijdelijke samenwerkingsverbanden tussen de machtigste mannen van de Republiek met als doel gezamenlijk alle macht in handen te krijgen.
- Het Eerste Triumviraat van de Romeinse Republiek, dat in 60 v.Chr. werd gesloten tussen Julius Caesar, Pompeius en Crassus.
- Het Tweede Triumviraat, dat in 43 v.Chr. werd gesticht tussen Octavianus, Marcus Antonius en Lepidus.

## Referentie
- Livius.org - Triumvir
- A Dictionary of Greek and Roman Antiquities (1890) (eds. William Smith, LLD, William Wayte, G. E. Marindin)